# Bizâncio

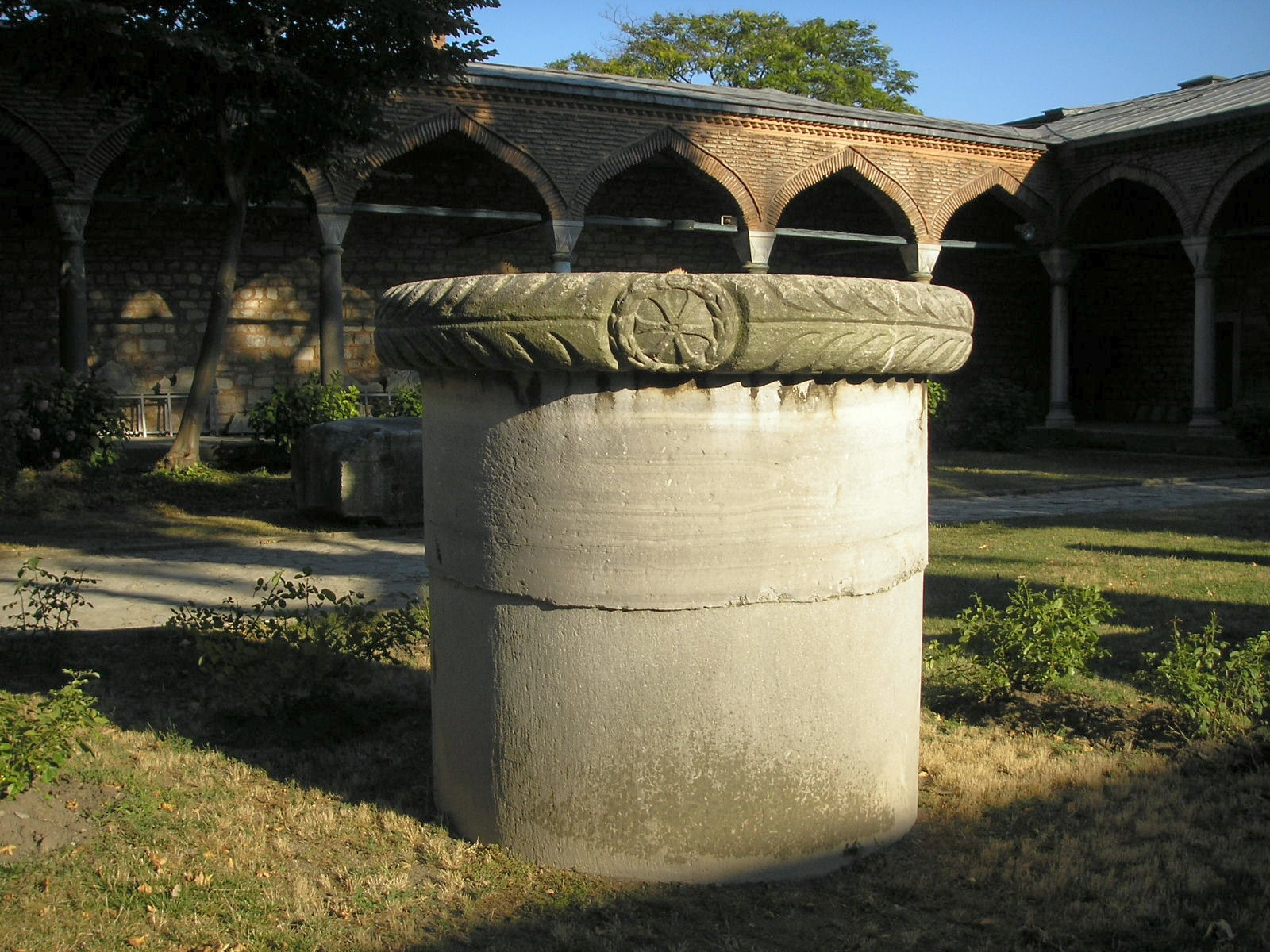
Restos de colunas bizantinas da antiga acrópole de Bizâncio, onde se encontra atualmente o Palácio de Topkapı

Bizâncio (em grego: Βυζάντιον; em latim: Byzantium) foi uma cidade da Grécia Antiga, fundada por colonos gregos da cidade de Mégara, em 658 a.C., que recebeu o nome de seu rei, Bizas ou Bizante (Βύζας ou Βύζαντας, em grego). Os romanos latinizaram o nome para Byzantium. A cidade veio a se tornar o centro do Império Bizantino, a parte oriental do Império Romano que falava o idioma grego, da Antiguidade tardia até a Idade Média, sob o nome de Constantinopla. Foi conquistada pelos turcos otomanos, em 1453, e passou a fazer parte do Império Otomano; em 1930 seu nome foi mudado novamente, e passou a se chamar Istambul.

## Mitologia

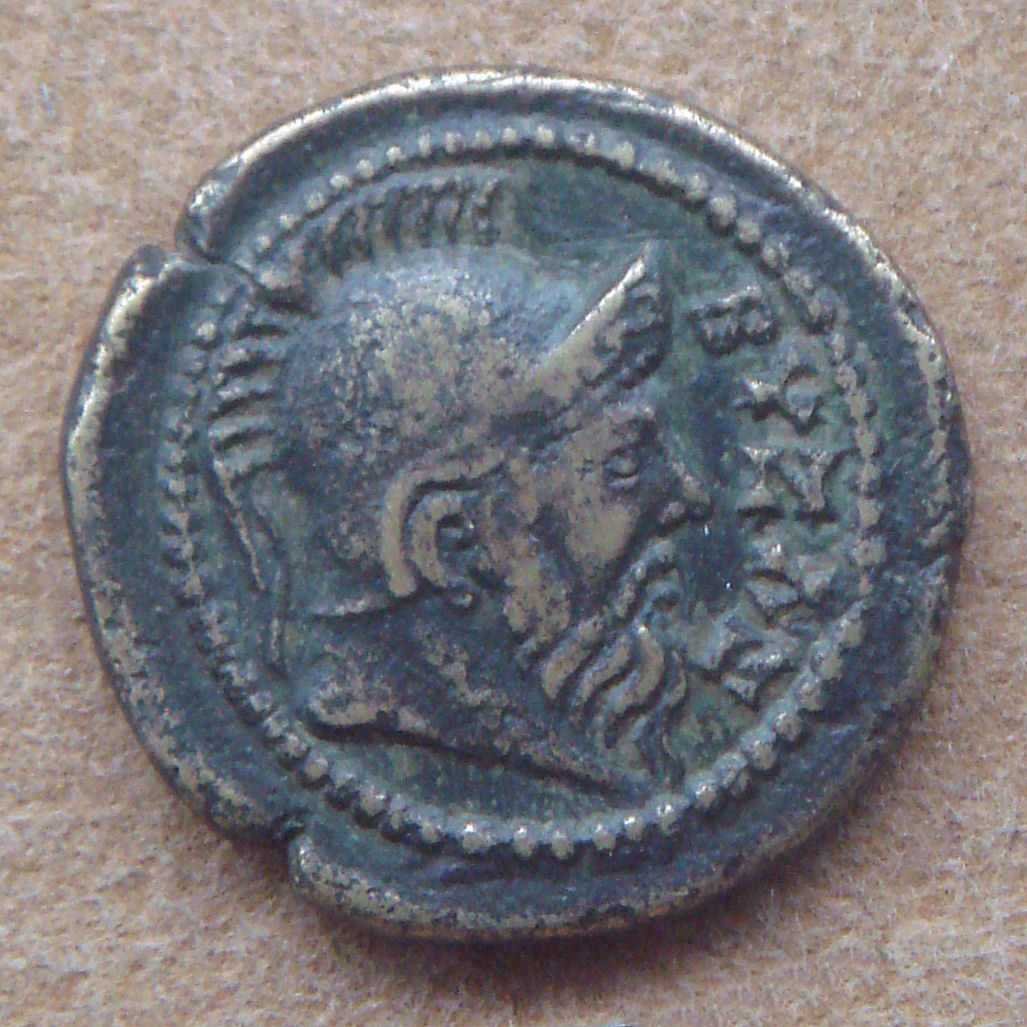
Moeda da segunda metade do com a efígie do Rei Bizas.

Segundo Eusébio de Cesareia, Bizâncio foi fundada por Bizas em 658 a.C., dezessete anos depois da fundação da Calcedônia, outra colônia de Mégara, localizada no outro lado do Bósforo.
Os colonos de Mégara tinham consultado o oráculo de Apolo na Pítia, que lhes disse para "buscar um lar oposto ao país dos cegos". O enigma levou-os a Calcedônia e, tendo pesquisado os dois lados de um estreito, escolheram o pior, pois o local de Bizâncio tinha a terra mais fértil e melhores oportunidades de pesca.
Segundo Heródoto, quem chamou os calcedônios de cegos foi Megabizo, pois eles tinham fundado sua cidade dezessete anos antes de Bizâncio, que era um local muito melhor para uma cidade.
O nome Bizâncio deriva de Bizas, que, segundo Diodoro Sículo, foi rei na época dos argonautas. Bizas era filho de Keroessa, filha de Zeus e Io, seu pai era o deus Netuno.

## História
Pelos indícios históricos, sabe-se que foi uma pequena cidade comercial, devido à sua localização estratégia na única via de entrada para o mar Negro. Bizâncio eventualmente conquistou a cidade de Calcedônia, do outro lado do Bósforo.

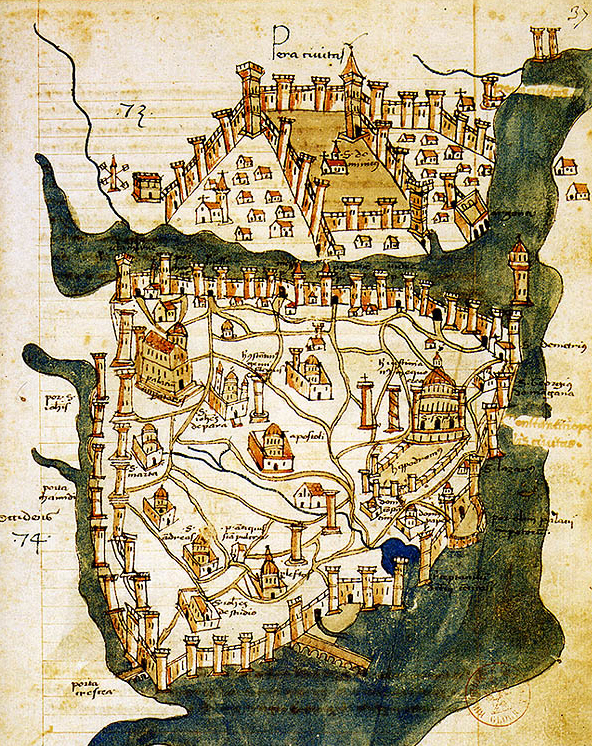
Mapa medieval de Constantinopla, desenhado em 1422 pelo cartógrafo florentino Cristóvão Buondelmonti.

Em 196 d.C., após se aliar ao usurpador Pescênio Níger, contra o imperador Septímio Severo, a cidade foi sitiada pelas forças do Império Romano e sofreu grandes danos. Posteriormente foi reconstruída e reconquistou rapidamente a sua prosperidade anterior. Sua localização atraiu o imperador Constantino, que, no ano de 330, a renomeou Nova Roma. Após sua morte a cidade passou a ser chamada de Constantinopla (em grego: Κωνσταντινούπολις, "cidade de Constantino") e veio a ser a capital do Império Romano do Oriente, posteriormente conhecido como Império Bizantino.
Esta combinação de imperialismo e localização viria a afetar o papel de Constantinopla como ponto de cruzamento entre dois continentes: a posição era de vital importância comercial, cultural e diplomática e permitia à cidade controlar as rotas que ligavam a Ásia à Europa, assim como a passagem do mar Mediterrâneo para o mar Negro.
Em 29 de maio de 1453 a cidade caiu para os invasores turcos, após um longo cerco, e ela se tornou a capital de outro Estado poderoso, o Império Otomano. Passou a se chamar Istambul (oficialmente apenas em 1930) e permanece até hoje a maior e mais importante cidade da República da Turquia.